# Live at Knebworth
Live at Knebworth (también conocido como Live Summer 2003) es el primer álbum en directo de Robbie Williams, publicado en 2003. El álbum es una recopilación de canciones interpretadas durante los tres conciertos consecutivos celebrados en Knebworth (Hertfordshire, Inglaterra), a los que asistieron más de 375 000 personas.
Obtuvo tres discos de platino por parte de la Federación Internacional de la Industria Fonográfica, al vender más de tres millones de copias en todo el mundo. También se lanzó al mercado un DVD con las actuaciones en Knebworth, que vendió más de 1,2 millones de copias en todo el mundo.

## Listado de canciones
1. «Let Me Entertain You» – 5:55
2. «Let Love Be Your Energy» – 4:45
3. «We Will Rock You» – 1:19
4. «Monsoon» – 5:10
5. «Come Undone» – 5:34
6. «Strong»  -   4:20
7. «Me And My Monkey» – 7:20
8. «Hot Fudge» – 5:45
9. «Mr. Bojangles» – 5:25
10. «She's The One» – 5:44
11. «Supreme» - 5:20
12. «No Regrets» - 4:15
13. «Kids» – 7:21
14. «Better Man» – 2:11
15. «Nan's Song» – 4:51
16. «Feel» - 6:59
17. «Rock Dj» - 7:15
18. «Angels» – 5:56